# 사마차이
사마차이(Samatzai)는 이탈리아 사르데냐의 캄피다노 변두리에 위치한 수드사르데냐도의 코무네이다. 칼리아리에서 33km 떨어져 있다. 이름은 고대 그리스어 '사막스(samax)'에서 유래했는데, 이는 "갈대 매트"를 의미하거나 메소포타미아 신 사마스에서 유래했을 수 있다. 어느 쪽이든, 사마차이는 누라기 시대부터 사람이 살았던 것으로 추정된다. 주요 볼거리는 아라곤의 영향을 받은 고딕 양식으로 지어진 마을 중심부의 15세기 산 조반니 바티스타 교회이다. 다른 교회로는 17세기 산타 바르바라 교회와 폐허가 된 산 마르코 교회가 있다. 이전 곡물 창고였던 몬테 그라니티코는 현재 도서관으로 사용되며, 특이한 평면도로 유명하다. 사마차이의 경제는 이탈리아에서 가장 눈에 띄는 시멘트 공장 중 한 곳이 있음에도 불구하고 주로 제1차 산업에 중점을 두고 있다. 이 마을 주민들은 사마체시로 알려져 있으며, 마을의 수호성인은 세례자 요한이다.